# Dipeptide

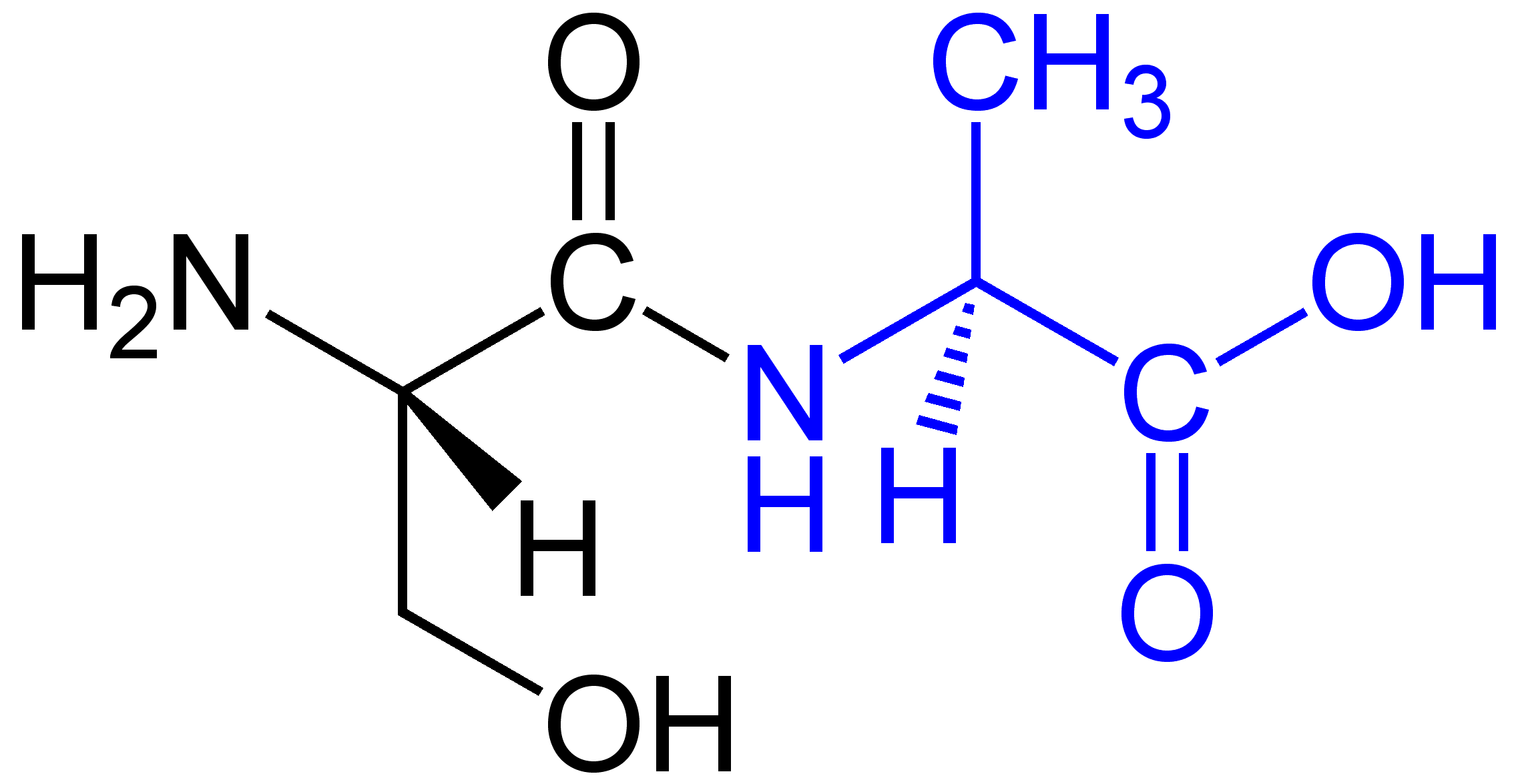
Structuurformule van een dipeptide.

Een dipeptide is een molecuul dat bestaat uit twee aminozuren. Deze twee aminozuren zijn met elkaar verbonden door middel van een enkele peptidebinding.
Dipeptides kunnen ontstaan uit polypeptides door de werking van het hydrolase-enzym dipeptidylpeptidase. Voedingsstoffen worden verteerd tot aminozuren en dipeptides en daarna opgenomen. Door de verschillende mechanismen van opname worden dipeptides sneller opgenomen dan aminozuren. G-cellen in de maag worden gestimuleerd door dipeptides om het enzym gastrine uit te scheiden.
Een klassieke manier om dipeptides te maken is door middel van de Bergmann azlacton peptide synthese. Deze synthese is een manier van organische synthese.